# Mesophleps nairobiensis
Mesophleps nairobiensis is een vlinder uit de familie tastermotten (Gelechiidae). De wetenschappelijke naam van deze soort is voor het eerst geldig gepubliceerd in 1995 door Li & Zhang.
De soort komt voor in tropisch Afrika.